# Adalbert von Barby
Adalbert Roderich Levin von Barby (20 de febrero de 1820, Potsdam - 20 de noviembre de 1905, Loburg) fue un general de caballería prusiano.

## Biografía

### Origen
Barby era un vástago de la familia noble von Barby y era hijo del teniente general prusiano Wilhelm von Barby (1795-1883) y de su esposa Pauline Clementine Ulrike, de soltera von Wulffen (1800-1880). El teniente general prusiano Rudolf von Barby (1821-1906) era su hermano.

### Carrera militar
A partir de 1831, Barby estudió en la Escuela de cadetes en Potsdam y Berlín. El 5 de agosto de 1837, ingresó como subteniente en el Regimiento del Cuerpo de Guardia del Ejército prusiano. Ejerce las funciones de adjunto del regimiento entre el 1 de diciembre de 1843 y el 1 de junio de 1851 y entre tanto es promovido a teniente primero en mayo de 1849. El 15 de abril de 1852, Barby es promovido a Rittmeister y en los años venideros, comanda varios escuadrones. El 11 de mayo recibe el carácter y el 24 de agosto de 1848 el brevet por este grado. En 1859, Barby es oficial de estado mayor durante la campaña de Italia y es mantenido en este puesto después de la desmovilización. El 26 de abril de 1862, es nombrado comandante del 1.er Regimiento de coraceros en Breslau. En esta función, Barby es promovido a teniente coronel el 17 de marzo de 1863 y coronel en la primavera de 1866. El mismo año, participa con su regimiento en la batalla de Sadowa y en la batalla de Tobischau durante la guerra austro-prusiana. El 14 de julio de 1866, sus coraceros son encargados del reconocimiento de Kostelez vía Proßnitz hacia Prerau. Siguió el combate de Biskupice, en el curso del cual Barby, a la cabeza de la 1.ª escuadrilla, cruzó un cuadro enemigo, registrando solo leves pérdidas personales.
Después de la paz de Praga, su unidad recibió el nombre del Regimiento de coraceros del Cuerpo cuando entró en la guarnición de Breslau y el rey Guillermo I honró a Barby por sus acciones el 20 de septiembre de 1866 con la orden Pour le Mérite. Con la posición à la suite en su regimiento, es transferido el 14 de enero de 1868 a Hannover y es nombrado comandante de la 19.ª Brigada de caballería. Después de la movilización en ocasión de la guerra contra Francia, Barby es promovido a mayor general el 25 de julio de 1870 y dirige su brigada en las batallas de Mars-la-Tour y de Saint-Privat y en varias otras escaramuzas. Por sus acciones, recibió las dos clases de la cruz de hierro y tras el fin de la guerra, es nombrado comandante de la 20.ª Brigada de caballería, estacionada igualmente en Hannover. Después fue asignado al puesto de comandante de Hannover a partir del 14 de marzo de 1874, y después promovido a teniente general el 19 de septiembre de 1874. En este puesto, Barby es condecorado con la Orden del Águila Roja de primera clase con hojas de roble y la Orden de la Corona de primera clase. Con el carácter de general de caballería, es puesto a disposición el 14 de marzo de 1884 con la entrega de la cruz y la estrella de comendador de la Orden de la Casa Real de Hohenzollern con la pensión legal. Para facilitar la transición al retiro, Barby recibió un regalo por valor de 3000 táleros.

### Familia
Barby se casó el 6 de julio de 1853 en Detmold con Luise Funk von Senfftenau (1830-1867). De esta unión nacieron varios hijos. Su hija Anna (nacida en 1855) se casó en 1876 con Friedrich von Beaulieu-Marconnay (nacido en 1852), chambelán del gran duque heredero de Oldenburgo.